# Diadasia tuberculifrons
Diadasia tuberculifrons là một loài Hymenoptera trong họ Apidae. Loài này được Timberlake mô tả khoa học năm 1939.